# Accademia di sanità militare interforze
L'Accademia di sanità militare interforze (anche detta ASMI o A.S.M.I.) fu un istituto militare italiano di istruzione universitaria finalizzato alla formazione di personale medico, farmacistico e veterinario nell'ambito interforze della sanità militare.
Istituita dalla legge 273 del 14 marzo 1968, le sedi per la formazione degli ufficiali medici e farmacisti erano a Firenze, in via Tripoli (Esercito) e alla Scuola di Guerra aerea (Aeronautica Militare) e a Livorno presso l'Accademia navale (Marina Militare).
Per la formazione degli ufficiali veterinari, altresì, la sede era Pinerolo, che un tempo ospitava la Scuola di cavalleria dell'Esercito.
È stata soppressa nel 1997.

## Storia
A Firenze era ospitato il nucleo più cospicuo, costituito dagli allievi ufficiali medici e farmacisti dell'Esercito (NEASMI, Nucleo esercito accademia di sanità militare interforze), nelle due caserme dipendenti dalla Scuola di Sanità Militare di via Venezia ("De Laugier" e "Curtatone-Montanara", esistenti dal 1883 in via Tripoli), oltre a quello dell'Aeronautica (ASMINA, Accademia di sanità militare interforze nucleo aeronautica) nella Scuola di guerra aerea (ora Istituto di scienze militari aeronautiche) di via del Barco alle Cascine.
Gli allievi frequentavano con la qualifica di allievi ufficiali il primo biennio della Facoltà di Medicina e Chirurgia nell'Università di Firenze. Superati gli esami universitari e quelli caratterizzanti lo status di militare, erano nominati "Aspiranti Ufficiali" e proseguivano la permanenza in Accademia e la frequenza nella Facoltà per la restante parte successiva fino al conseguimento della laurea.
Analogo iter di carriera veniva seguito dai frequentatori dei corsi ASMI della Marina Militare i quali, alloggiando presso l'Accademia Navale di Livorno, frequentavano i corsi della Facoltà di Medicina e Chirurgia dell'Università degli Studi di Pisa.
Al raggiungimento dell'obiettivo venivano nominati ufficiali medici/farmacisti/veterinari col grado di tenente (sottotenente di vascello per la Marina Militare). Un successivo corso applicativo trimestrale nella Scuola di Sanità Militare di via Venezia a Firenze o nell'Accademia Navale di Livorno permetteva l'immediato avanzamento al grado di Capitano (tenente di vascello per la Marina Militare) e da qui destinati all'incarico nelle Forze armate. Con la riforma dell'avanzamento in ambito militare, gli ultimi corsisti dovevano permanere nel grado di Tenente per due anni, prima di diventare Capitano.

### Soppressione
L'Accademia fu soppressa con il decreto legislativo 28 novembre 1997, n. 464, e successive modificazioni. Le attribuzioni furono trasferite poi alle singole accademie militari.
Per il Nucleo aeronautica dell'ASMI, sono state successivamente trasmesse all'Accademia Aeronautica di Pozzuoli con il Decreto Ministero della Difesa del 23 febbraio 2007, n. 53; per l'Esercito italiano, gli aspiranti ufficiali medici devono frequentare per 2 anni l'Accademia militare di Modena quali allievi ufficiali, i successi 4 anni presso il medesimo Istituto con il grado di Sottotenente e, una volta conseguita la Laurea, un corso tecnico-applicativo della durata di circa sei mesi presso la Scuola militare di sanità e veterinaria di Roma Cecchignola; per la Marina Militare la formazione rimane all'Accademia Navale di Livorno fino al conseguimento della laurea in Medicina e Chirurgia.
Dall'anno dell'istituzione alla soppressione, l'Accademia ha formato ufficiali medici, veterinari e farmacisti di 27 corsi.